# Xã Stony River, Quận Lake, Minnesota
Xã Stony River (tiếng Anh: Stony River Township) là một xã thuộc quận Lake, tiểu bang Minnesota, Hoa Kỳ. Năm 2010, dân số của xã này là 173 người.